# James R. Arnold
Pour les articles homonymes, voir Arnold.
James Richard Arnold (5 mai 1923-6 janvier 2012) est un professeur Harold Urey (émérite) de chimie et pionnier reconnu dans le domaine de la chimie planétaire et spatiale à l'université de Californie à San Diego (UCSD), où un poste de conférencier doté est créé à son nom.

## Éducation
Arnold fait ses études à l'université de Princeton, où il s'inscrit au premier cycle à l'âge de 16 ans. Il y obtient son doctorat en 1946 à 23 ans, pour des travaux sur le projet Manhattan (sa thèse est toujours classée). Les inquiétudes concernant les retombées nucléaires et la guerre l'ont incité à être l'un des premiers membres de l'Union of Concerned Scientists et un fédéraliste mondial, grâce auquel il a rencontré sa femme Louise en 1950.
En tant que chercheur postdoctoral sous la direction de Willard Libby à l'université de Chicago, Arnold a contribué à développer les techniques de datation au carbone 14, en travaillant avec des échantillons archéologiques d'Égypte et d'autres échantillons d'âge connu. Pour ces travaux, Libby a reçu le prix Nobel de chimie en 1960.

## Carrière
Après son postdoc, Arnold retourne à Princeton en tant que membre de la faculté, travaillant sur l'utilisation des rayons cosmiques pour mesurer l'âge des roches, et où il commence ses travaux sur la matière extraterrestre, notamment les rayons cosmiques. C'est à Princeton que Masatake (Masa) Honda et Devendra Lal se joignent à ses travaux, une association qui dure toute leur vie.
En 1957, Roger Revelle travaille à la création de l'UCSD près du campus de l'Institut d'océanographie Scripps. Il recrute Arnold et quelques autres pour faire partie de la faculté fondatrice. Le recrutement de Harold C. Urey a convaincu Arnold d'accepter et de déménager dans l'Ouest en 1958, quittant Princeton pour devenir le président fondateur du département de chimie de l'UCSD et contribuer à la création du campus et au recrutement de la faculté. Il est consultant pour la NASA pendant de nombreuses années, participant à l'établissement des priorités en matière de recherche scientifique, et ce trois mois seulement après la création de la NASA. Il joue un rôle majeur dans l'établissement et la réforme du laboratoire de réception lunaire pour le traitement des échantillons lunaires retournés pendant le programme Apollo, notamment en étant l'un des « quatre cavaliers », avec Bob Walker, Paul Werner Gast et Gerry Wasserburg.
Arnold mène ses propres recherches sur les roches lunaires et les rayons cosmiques. Sous le nom de SHRELLDALFF (d'après les initiales de ses membres), son équipe publie d'importants articles et il poursuit longtemps après ses études lunaires, notamment en mesurant le bombardement de la surface lunaire par les rayons cosmiques, ce qui permet de déterminer la production d'énergie du Soleil sur des millions d'années. Pour ses travaux, il reçoit la médaille pour réalisation scientifique exceptionnelle de la NASA en 1970.
À la demande de Jerry Brown, alors gouverneur, il fonde en 1979 le California Space Institute (CalSpace) de l'université de Californie, dont il est le premier directeur pendant dix ans,.
L'astéroïde (2143) Jimarnold, est baptisé du nom d'Arnold par ses découvreurs, E. F. Helin et Gene Shoemaker, en 1980, pour ses travaux sur les modèles informatiques de déplacement des météorites.
Arnold est membre de l'Académie nationale des sciences, de l'Académie américaine des arts et des sciences, et membre étranger de l'Académie nationale des sciences de l'Inde.
Arnold est également connu pour ses chemises originales, une détente par rapport à la tenue formelle exigée à Princeton. Il est marié à Louise Arnold pendant 60 ans et ils ont trois fils.